# Vila de Punhe
Vila de Punhe est une freguesia portugaise. Elle appartient à la municipalité de Viana do Castelo, située dans le district époonyme et dans la région Nord.

## Géographie
|           | Vila Franca   | Subportela |
| Vila Fria | Vila de Punhe | Mujães     |
| Alvarães  | Fragoso       | Barroselas |

## Politique et administration
Vila de Punhe est une freguesia (paroisse civile), c'est-à-dire la plus petite division administrative portugaise. Elle fait partie de la municipalité de Viana do Castelo.
Le président de la junta de freguesia, l'équivalent du conseil municipal français, est le socialiste António Manuel Marques da Cunha Costa